# Gèneres de la literatura catalana medieval
A l'època medieval, al territori català s'hi van conrear diferents gèneres literaris: l'èpica, la lírica, la narrativa i la dramàtica.

## Èpica

### Cançons de gesta
Escrites per un poeta i cantades per un joglar, les cançons de gesta relaten lluites glorioses d'herois. En llengua catalana, no ens n'ha arribat cap, però sabem que n'hi havia per referències que s'han trobat en altres textos.

## Lírica

### Poesia trobadoresca
Escrita en occità per un trobador d'origen noble i cantada per un joglar, la poesia trobadoresca transmetia els sentiments i pensaments de l'autor. Els trobadors catalans més importants van ser Guillem de Berguedà, Guillem de Cervera i Guillem de Cabestany.

### Poesia moderna
Al segle xv, Ausiàs March va ser el primer a escriure poesia completament en llengua catalana i va ser l'iniciador de la poesia moderna, introduint el “jo poètic”. Un altre autor important de la poesia catalana moderna va ser Jordi de Sant Jordi, tot i que encara escrivia amb alguns provençalismes.

## Narrativa
La narrativa catalana medieval es pot dividir en diferents gèneres, com són la literatura religiosa, la cavalleresca, l'humanisme, les cròniques, l'obra de Ramon Llull i la novel·la burgesa.

### Literatura religiosa
Tenia com a objectiu instruir el poble en el camí del bé, seguint la doctrina de l'Església. Els autors més destacats van ser Anselm Turmeda, Franscesc Eiximenis, Vicent Ferrer. La literatura religiosa era oral per tal d'arribar al màxim de persones possible.

### Literatura cavalleresca
Escrita per nobles cavallers, la literatura cavalleresca narra les batalles de cavallers ficticis. Les dues novel·les cavalleresques més importants que ens han arribat són Tirant lo Blanc, de Joanot Martorell, i Curial e Guelfa, d'autor anònim.

### Literatura humanista
Nascut a la Toscana a la segona meitat del segle xiv, l'humanisme marca una abans i un després en la literatura, ja que considera l'home el centre de totes les coses. L'autor humanista català més important va ser Bernat Metge, autor de Lo somni.

### Cròniques
En literatura catalana, ens han arribat quatre cròniques que relaten la historiografia del moment. Les Quatre Grans Cròniques són: El llibre dels Feits, de Jaume I; El llibre del Rei en Pere, de Bernat Desclot; la Crònica de Ramon Muntaner, i el Llibre del Rei Pere III, de Pere el Cerimoniós.

### Narrativa de Ramon Llull
L'objectiu de Ramon Llull era convertir els infidels al cristianisme. Per això, va aprendre àrab i va escriure diferents llibres en llatí, català, castellà i àrab. A més, volia crear la millor obra de la història de la literatura per convertir els infidels. Al llarg de la seva vida va escriure un gran nombre d'obres, entre les quals podem comptar el Llibre de les meravelles o Llibre de les bèsties, el Llibre de l'orde de cavalleria, el Llibre de contemplació de Déu, el Llibre d'Evast e Blanquerna...

### Novel·la burgesa
Creada per entretenir la burgesia. Un dels autors més importants és Jaume Roig, autor de l'Espill o Llibre de les dones.

## Dramàtica
Podem diferenciar dos tipus de dramàtica diferents: la religiosa i la profana.

### Religiosa
La dramàtica religiosa tenia com a finalitat adoctrinar la població en la religió cristiana, amb la qual cosa eren representacions relacionades amb la religió, com el Cicle de Nadal o episodis de la vida de Jesús.

### Profana
La dramàtica profana, cantada per joglars, es feia bàsicament per entretenir la cort. El gènere teatral més usat a l'època medieval era l'entremès.